# Veggie Pride

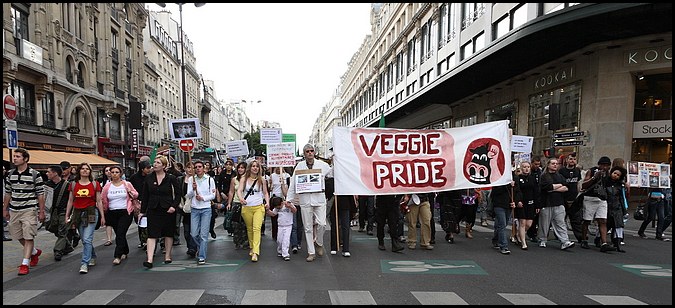
Manifestazione del Veggie Pride a Parigi nel 2008

Il Veggie Pride ("orgoglio vegetariano") è una manifestazione di vegetariani e vegani che si svolge annualmente in diverse città europee. La prima edizione si è tenuta a Parigi nel 2001; la prima edizione italiana è stata a Roma, il 17 maggio 2008. Altre città che hanno ospitato il Veggie Pride includono Milano (16 maggio 2009, 15 maggio 2010 e 17 giugno 2011), Lione (16 maggio 2009 e 15 maggio 2010). Le manifestazioni che si sono svolte in questi anni in altre città europee e statunitensi non sono in collegamento con il Veggie Pride nato in Francia e diffuso in Italia, poiché non aderiscono al manifesto originario del primo Veggie Pride, affrontando temi differenti rispetto al rifiuto di nutrirsi di animali, ponendo l'accento anche su altri temi, come lo stile di vita vegan, l'ambiente e la salute.
Il nome della manifestazione si ispira al gay pride, la manifestazione viene infatti intesa dagli organizzatori come un momento in cui vegetariani e vegani fanno un coming out collettivo sostenendo la propria contrarietà allo sfruttamento degli animali.
L'edizione internazionale del 2013 si è tenuta a Ginevra, in Svizzera, e ha vegetariani e vegani di tutto il mondo. Ci sono stati quattro giorni di manifestazioni, happening, dibattiti, feste. È stato presente anche il filosofo francese Yves Bonnardel, che ha tenuto un discorso sulla vegafobia.